# Campeonato Mundial de Patinação Artística no Gelo de 1994
O Campeonato Mundial de Patinação Artística no Gelo de 1994 foi a octogésima quarta edição do Campeonato Mundial de Patinação Artística no Gelo, um evento anual de patinação artística no gelo organizado pela União Internacional de Patinação (em inglês:  International Skating Union) onde os patinadores artísticos competem pelo título de campeão mundial. A competição foi disputada entre os dias 22 de março e 27 de março, na cidade de Chiba, Japão.

## Eventos
- Individual masculino
- Individual feminino
- Duplas
- Dança no gelo

## Medalhistas
| Evento                        | Ouro                                      | Prata                                      | Bronze                                    |
| Individual masculino detalhes | Elvis Stojko · Canadá                     | Philippe Candeloro · França                | Viacheslav Zagorodniuk · Ucrânia          |
| Individual feminino detalhes  | Yuka Sato · Japão                         | Surya Bonaly · França                      | Tanja Szewczenko · Alemanha               |
| Duplas detalhes               | Evgenia Shishkova · Vadim Naumov · Rússia | Isabelle Brasseur · Lloyd Eisler · Canadá  | Marina Eltsova · Andrei Bushkov · Rússia  |
| Dança no gelo detalhes        | Oksana Grishuk · Evgeni Platov · Rússia   | Sophie Moniotte · Pascal Lavanchy · França | Susanna Rahkamo · Petri Kokko · Finlândia |

## Resultados

### Individual masculino
| Pos.                                | Nome                   | Nacionalidade  | Pontos | QA | QB | PC | PL |
| ----------------------------------- | ---------------------- | -------------- | ------ | -- | -- | -- | -- |
| Medalha de ouro                     | Elvis Stojko           | Canadá         | 1.5    | 1  |    | 1  | 1  |
| Medalha de prata                    | Philippe Candeloro     | França         | 3.0    | 2  |    | 2  | 2  |
| Medalha de bronze                   | Viacheslav Zagorodniuk | Ucrânia        | 4.5    |    | 2  | 3  | 3  |
| 4                                   | Alexei Urmanov         | Rússia         | 6.0    |    | 1  | 4  | 4  |
| 5                                   | Éric Millot            | França         | 8.5    | 3  |    | 5  | 6  |
| 6                                   | Masakazu Kagiyama      | Japão          | 9.5    |    | 6  | 9  | 5  |
| 7                                   | Scott Davis            | Estados Unidos | 11.0   |    | 3  | 8  | 7  |
| 8                                   | Sébastien Britten      | Canadá         | 14.0   |    | 4  | 12 | 8  |
| 9                                   | Igor Pashkevich        | Rússia         | 14.0   | 7  |    | 10 | 9  |
| 10                                  | Steven Cousins         | Reino Unido    | 14.5   |    | 8  | 7  | 11 |
| 11                                  | Andrejs Vlascenko      | Letônia        | 15.5   | 5  |    | 11 | 10 |
| 12                                  | Oleg Tataurov          | Rússia         | 18.5   |    | 5  | 13 | 12 |
| 13                                  | Aren Nielsen           | Estados Unidos | 19.0   | 9  |    | 6  | 16 |
| 14                                  | Michael Shmerkin       | Israel         | 20.0   |    | 7  | 14 | 13 |
| 15                                  | Marcus Christensen     | Canadá         | 22.0   | 6  |    | 16 | 14 |
| 16                                  | Zsolt Kerekes          | Hungria        | 23.5   |    | 10 | 17 | 15 |
| 17                                  | Michael Tyllesen       | Dinamarca      | 25.5   | 4  |    | 15 | 18 |
| 18                                  | Ronny Winkler          | Alemanha       | 26.0   |    | 11 | 18 | 17 |
| 19                                  | Bessarion Tsintsadze   | Geórgia        | 30.0   | 10 |    | 22 | 19 |
| 20                                  | Sung-Il Jung           | Coreia do Sul  | 31.0   | 8  |    | 20 | 21 |
| 21                                  | David Liu              | Taipé Chinesa  | 31.5   |    | 9  | 23 | 20 |
| 22                                  | Stephen Carr           | Austrália      | 33.5   |    | 12 | 21 | 23 |
| 23                                  | Markus Leminen         | Finlândia      | 33.5   | 12 |    | 19 | 24 |
| 24                                  | Fumihiro Oikawa        | Japão          | 34.0   | 11 |    | 24 | 22 |
| Não avançaram para o programa livre |                        |                |        |    |    |    |    |
| 25                                  | Igor Lutikov           | Azerbaijão     |        | 13 |    |    |    |
| 25                                  | Hristo Turlakov        | Bulgária       |        |    | 13 |    |    |
| 27                                  | Alexander Mourashko    | Bielorrússia   |        | 14 |    |    |    |
| 27                                  | Marius-Cristian Negrea | Romênia        |        |    | 14 |    |    |
| 29                                  | Dino Quattrocecere     | África do Sul  |        | 15 |    |    |    |
| 29                                  | Cliford Retamar        | Espanha        |        |    | 15 |    |    |
| 31                                  | Fabrizio Garattoni     | Itália         |        | 16 |    |    |    |
| 31                                  | Zbigniew Komorowski    | Polônia        |        |    | 16 |    |    |
| 33                                  | Zhang Min              | China          |        | 17 |    |    |    |
| 33                                  | Margus Hernits         | Estônia        |        |    | 17 |    |    |
| 35                                  | Rastislav Vnucko       | Eslováquia     |        | 18 |    |    |    |
| 35                                  | Yuri Litvinov          | Cazaquistão    |        |    | 18 |    |    |
| 37                                  | Emrah Polatoglu        | Turquia        |        | 19 |    |    |    |
| 37                                  | Ricardo Olavarrieta    | México         |        |    | 19 |    |    |
| 39                                  | Tomislav Cizmesija     | Croácia        |        | 20 |    |    |    |
| 39                                  | Vaidotas Juraitis      | Lituânia       |        |    | 20 |    |    |
| 41                                  | Alexandros Kyperos     | Grécia         |        | 21 |    |    |    |

### Individual feminino
| Pos.                                | Nome                 | Nacionalidade    | Pontos | QA | QB | PC | PL |
| ----------------------------------- | -------------------- | ---------------- | ------ | -- | -- | -- | -- |
| Medalha de ouro                     | Yuka Sato            | Japão            | 1.5    | 1  |    | 1  | 1  |
| Medalha de prata                    | Surya Bonaly         | França           | 3.0    | 2  |    | 2  | 2  |
| Medalha de bronze                   | Tanja Szewczenko     | Alemanha         | 5.0    | 3  |    | 4  | 3  |
| 4                                   | Marina Kielmann      | Alemanha         | 6.5    |    | 3  | 5  | 4  |
| 5                                   | Josée Chouinard      | Canadá           | 6.5    |    | 1  | 3  | 5  |
| 6                                   | Elena Liashenko      | Ucrânia          | 9.0    | 6  |    | 6  | 6  |
| 7                                   | Marie-Pierre Leray   | França           | 13.0   |    | 10 | 12 | 7  |
| 8                                   | Michelle Kwan        | Estados Unidos   | 13.5   | 5  |    | 11 | 8  |
| 9                                   | Susan Humphreys      | Canadá           | 14.0   | 7  |    | 10 | 9  |
| 10                                  | Olga Markova         | Rússia           | 14.5   | 4  |    | 7  | 11 |
| 11                                  | Mila Kajas           | Finlândia        | 17.0   |    | 4  | 8  | 13 |
| 12                                  | Krisztina Czakó      | Hungria          | 19.0   |    | 5  | 18 | 10 |
| 13                                  | Rena Inoue           | Japão            | 19.5   |    | 6  | 15 | 12 |
| 14                                  | Nathalie Krieg       | Suíça            | 21.5   |    | 9  | 13 | 15 |
| 15                                  | Anna Rechnio         | Polônia          | 21.5   |    | 7  | 9  | 17 |
| 16                                  | Lenka Kulovaná       | República Tcheca | 22.5   | 10 |    | 17 | 14 |
| 17                                  | Liudmila Ivanova     | Ucrânia          | 23.0   | 8  |    | 14 | 16 |
| 18                                  | Charlene Von Saher   | Reino Unido      | 26.0   | 11 |    | 16 | 18 |
| 19                                  | Alice Sue Claeys     | Bélgica          | 30.0   |    | 11 | 22 | 19 |
| 20                                  | Viktoria Dimitrova   | Bulgária         | 30.5   | 9  |    | 21 | 10 |
| 21                                  | Tatiana Malinina     | Uzbequistão      | 30.5   |    | 8  | 19 | 21 |
| 22                                  | Liu Ying             | China            | 33.0   |    | 12 | 20 | 23 |
| 23                                  | Inna Zayets          | Ucrânia          | 33.5   | 12 |    | 23 | 22 |
| WD                                  | Chen Lu              | China            | —      |    | 2  | —  | —  |
| Não avançaram para o programa curto |                      |                  |        |    |    |    |    |
| 25                                  | Silvia Fontana       | Itália           |        | 13 |    |    |    |
| 25                                  | Nicole Bobek         | Estados Unidos   |        |    | 13 |    |    |
| 27                                  | Marta Andrade        | Espanha          |        | 14 |    |    |    |
| 27                                  | Laetitia Hubert      | França           |        |    | 14 |    |    |
| 29                                  | Kateřina Beránková   | República Tcheca |        | 15 |    |    |    |
| 29                                  | Julia Vorobieva      | Azerbaijão       |        |    | 15 |    |    |
| 31                                  | Lily-Lyoonjung Lee   | Coreia do Sul    |        | 16 |    |    |    |
| 31                                  | Olga Vassilieva      | Estônia          |        |    | 16 |    |    |
| 33                                  | Alma Lepina          | Letônia          |        | 17 |    |    |    |
| 33                                  | Tamara Panjkret      | Croácia          |        |    | 17 |    |    |
| 35                                  | Zhao Guona           | China            |        | 18 |    |    |    |
| 35                                  | Ingrida Zenkeviciute | Lituânia         |        |    | 18 |    |    |
| 37                                  | Valentina Gazeleridi | Cazaquistão      |        | 19 |    |    |    |
| 37                                  | Claire Auret         | África do Sul    |        |    | 19 |    |    |
| 39                                  | Miriam Manzano       | Austrália        |        | 20 |    |    |    |
| 39                                  | Lefki Terzaki        | Grécia           |        |    | 20 |    |    |
| 41                                  | Sandra Brajdic       | Croácia          |        | 21 |    |    |    |
| 41                                  | Zaneta Stefanikova   | Eslováquia       |        |    | 21 |    |    |

### Duplas
| Pos.                                | Nome                                      | Nacionalidade    | Pontos | PC | PL |
| ----------------------------------- | ----------------------------------------- | ---------------- | ------ | -- | -- |
| Medalha de ouro                     | Evgenia Shishkova / Vadim Naumov          | Rússia           | 1.5    | 1  | 1  |
| Medalha de prata                    | Isabelle Brasseur / Lloyd Eisler          | Canadá           | 3.0    | 2  | 2  |
| Medalha de bronze                   | Marina Eltsova / Andrei Bushkov           | Rússia           | 4.5    | 3  | 3  |
| 4                                   | Mandy Wötzel / Ingo Steuer                | Alemanha         | 6.5    | 5  | 4  |
| 5                                   | Radka Kovaříková / René Novotný           | República Tcheca | 7.0    | 4  | 5  |
| 6                                   | Jenni Meno / Todd Sand                    | Estados Unidos   | 11.0   | 6  | 8  |
| 7                                   | Elena Berezhnaya / Oleg Shliakhov         | Letônia          | 11.5   | 11 | 6  |
| 8                                   | Maria Petrova / Anton Sikharulidze        | Rússia           | 12.0   | 10 | 7  |
| 9                                   | Peggy Schwarz / Alexander König           | Alemanha         | 12.5   | 7  | 9  |
| 10                                  | Danielle Carr / Stephen Carr              | Austrália        | 15.0   | 8  | 11 |
| 11                                  | Kristy Sargeant / Kris Wirtz              | Canadá           | 16.0   | 8  | 12 |
| 12                                  | Kyoko Ina / Jason Dungjen                 | Estados Unidos   | 17.0   | 14 | 10 |
| 13                                  | Natalia Krestianinova / Alexei Torchinski | Azerbaijão       | 19.0   | 12 | 13 |
| 14                                  | Anuschka Gläser / Axel Rauschenbach       | Alemanha         | 21.5   | 15 | 14 |
| 15                                  | Yukiko Kawasaki / Alexei Tikhonov         | Japão            | 21.5   | 13 | 15 |
| 16                                  | Jamie Salé / Jason Turner                 | Canadá           | 25.0   | 18 | 16 |
| 17                                  | Karen Courtland / Todd Reynolds           | Estados Unidos   | 25.0   | 16 | 17 |
| 18                                  | Marina Khaltourina / Andrei Krioukov      | Cazaquistão      | 27.5   | 17 | 19 |
| 19                                  | Line Haddad / Sylvain Privé               | França           | 28.0   | 20 | 18 |
| 20                                  | Elena Belousovskaya / Igor Maliar         | Ucrânia          | 29.5   | 19 | 20 |
| 21                                  | Shen Xue / Zhao Hongbo                    | China            | 32.5   | 23 | 21 |
| 22                                  | Marta Głuchowska / Mariusz Siudek         | Polônia          | 33.0   | 22 | 22 |
| 23                                  | Marta Andrella / Dmitry Kaploun           | Itália           | 34.5   | 21 | 24 |
| 24                                  | Elena Grigoreva / Sergei Sheiko           | Bielorrússia     | 35.0   | 24 | 23 |
| Não avançaram para o programa livre |                                           |                  |        |    |    |
| 25                                  | Dana Mednick / Jason Briggs               | Reino Unido      |        | 25 |    |
| 26                                  | Claire Auret / Christoff Van Rensburg     | África do Sul    |        | 26 |    |
| 27                                  | Nigora Karabaeva / Evgeny Sviridov        | Uzbequistão      |        | 27 |    |
| 28                                  | Poon Hoi-san / Cheung Wai-tung            | Hong Kong        |        | 28 |    |

### Dança no gelo
| Pos.                           | Nome                                      | Nacionalidade    | Pontos | CD1 | CD2 | DO | DL |
| ------------------------------ | ----------------------------------------- | ---------------- | ------ | --- | --- | -- | -- |
| Medalha de ouro                | Oksana Grishuk / Evgeni Platov            | Rússia           | 2.0    | 1   | 1   | 1  | 1  |
| Medalha de prata               | Sophie Moniotte / Pascal Lavanchy         | França           | 4.0    | 2   | 2   | 2  | 2  |
| Medalha de bronze              | Susanna Rahkamo / Petri Kokko             | Finlândia        | 6.0    | 3   | 3   | 3  | 3  |
| 4                              | Irina Romanova / Igor Yaroshenko          | Ucrânia          | 8.2    | 4   | 5   | 4  | 4  |
| 5                              | Tatiana Navka / Samvel Gezalian           | Bielorrússia     | 10.4   | 6   | 6   | 5  | 5  |
| 6                              | Shae-Lynn Bourne / Victor Kraatz          | Canadá           | 12.8   | 9   | 7   | 6  | 6  |
| 7                              | Jennifer Goolsbee / Hendryk Schamberger   | Alemanha         | 14.4   | 7   | 9   | 7  | 7  |
| 8                              | Kateřina Mrázová / Martin Šimeček         | República Tcheca | 16.0   | 8   | 8   | 8  | 8  |
| 9                              | Margarita Drobiazko / Povilas Vanagas     | Lituânia         | 18.6   | 10  | 11  | 9  | 9  |
| 10                             | Marina Anissina / Gwendal Peizerat        | França           | 20.2   | 11  | 10  | 10 | 10 |
| 11                             | Aliki Stergiadu / Juri Razgulaev          | Uzbequistão      | 22.4   | 12  | 12  | 11 | 11 |
| 12                             | Elizabeth Punsalan / Jerod Swallow        | Estados Unidos   | 24.4   | 13  | 13  | 12 | 12 |
| 13                             | Irina Lobacheva / Ilia Averbukh           | Rússia           | 26.4   | 14  | 14  | 13 | 13 |
| 14                             | Elizaveta Stekolnikova / Dmitri Kazarlyga | Cazaquistão      | 28.4   | 15  | 15  | 14 | 14 |
| 15                             | Diane Gerencser / Alexander Stanislavov   | Suíça            | 31.0   | 18  | 17  | 15 | 15 |
| 16                             | Marika Humphreys / Justin Lanning         | Reino Unido      | 32.0   | 16  | 16  | 16 | 16 |
| 17                             | Barbara Fusar-Poli / Alberto Reani        | Itália           | 34.2   | 17  | 18  | 17 | 17 |
| 18                             | Elena Grushina / Ruslan Goncharov         | Ucrânia          | 36.6   | 20  | 19  | 18 | 18 |
| 19                             | Radmila Chrobokova / Milan Brzy           | República Tcheca | 38.2   | 19  | 20  | 19 | 19 |
| 20                             | Angelika Führing / Peter Wilczek          | Áustria          | 40.4   | 21  | 21  | 20 | 20 |
| 21                             | Olga Pershankova / Nikolai Morozov        | Azerbaijão       | 43.2   | 23  | 22  | 22 | 21 |
| 22                             | Laura Bonardi / Alessandro Reani          | Itália           | 44.0   | 24  | 23  | 21 | 22 |
| 23                             | Sylvia Nowak / Sebastian Kolasiński       | Polônia          | 46.2   | 22  | 25  | 23 | 23 |
| 24                             | Nakako Tsuzuki / Kazo Nakamura            | Japão            | 50.4   | 27  | 24  | 27 | 24 |
| WD                             | Anjelika Krylova / Vladimir Fedorov       | Rússia           |        | 5   | 4   | 24 |    |
| Não avançaram para dança livre |                                           |                  |        |     |     |    |    |
| 26                             | Viera Poracova / Pavel Porac              | Eslováquia       |        | 28  | 26  | 25 |    |
| 27                             | Albena Denkova / Hristo Nikolov           | Bulgária         |        | 25  | 27  | 26 |    |
| 28                             | Galit Chait / Maxim Sevostianov           | Israel           |        | 29  | 29  | 28 |    |
| 29                             | Anastasia Grebenkina / Eriks Samovitch    | Letônia          |        | 30  | 30  | 29 |    |
| 30                             | Anna Mosenkova / Dmitri Kurakin           | Estônia          |        | 31  | 33  | 30 |    |
| 31                             | Yuh-Shen Lai / Wei-Wen Lai                | Taipé Chinesa    |        | 32  | 31  | 31 |    |
| 32                             | Yun-Hee Park / Jong-Hyun Ryu              | Coreia do Sul    |        | 35  | 32  | 32 |    |
| 33                             | Dinara Nurdbaeva / Muslim Settarov        | Uzbequistão      |        | 34  | 36  | 23 |    |
| 34                             | Christine Seydel / Duncan Smart           | Austrália        |        | 33  | 34  | 34 |    |
| 35                             | Fiona Kirk / Clinton King                 | África do Sul    |        | 36  | 35  | 35 |    |
| WD                             | Noemi Vedres / Endre Szentirmai           | Hungria          |        | 26  | 28  | —  |    |

## Quadro de medalhas
| Ordem | País      | Medalha de ouro | Medalha de prata | Medalha de bronze |    | Ordem por total |
| ----- | --------- | --------------- | ---------------- | ----------------- | -- | --------------- |
| 1     | Rússia    | 2               |                  | 1                 | 3  | 1               |
| 2     | Canadá    | 1               | 1                |                   | 2  | 3               |
| 3     | Japão     | 1               |                  |                   | 1  | 4               |
| 4     | França    |                 | 3                |                   | 3  | 1               |
| 5     | Alemanha  |                 |                  | 1                 | 1  | 4               |
| 5     | Finlândia |                 |                  | 1                 | 1  | 4               |
| 5     | Ucrânia   |                 |                  | 1                 | 1  | 4               |
| TOTAL | TOTAL     | 4               | 4                | 4                 | 12 | —               |